# Aldeia de Cultura Amazônica Davi Miguel
A Aldeia Cabana de Cultura Amazônica Davi Miguel ou Aldeia Amazônica é o local dos desfiles das escolas de samba de Belém do Pará, que anteriormente era chamado Aldeia Cabana de Cultura Amazônica Mestre Davi Miguel. Tendo esse nome devido a David Miguel, um sambista local.

## Características
Foi inaugurado em  1 de janeiro de 2000. Está localizado na Avenida Pedro Miranda - Pedreira.

## Eventos
Além do desfile das escolas de samba de Belém neste espaço ocorre grandes eventos, como o Desfile Escolar do Dia da Raça, um dos maiores e mais tradicionais eventos cívicos do Pará.